# Lange-Grund

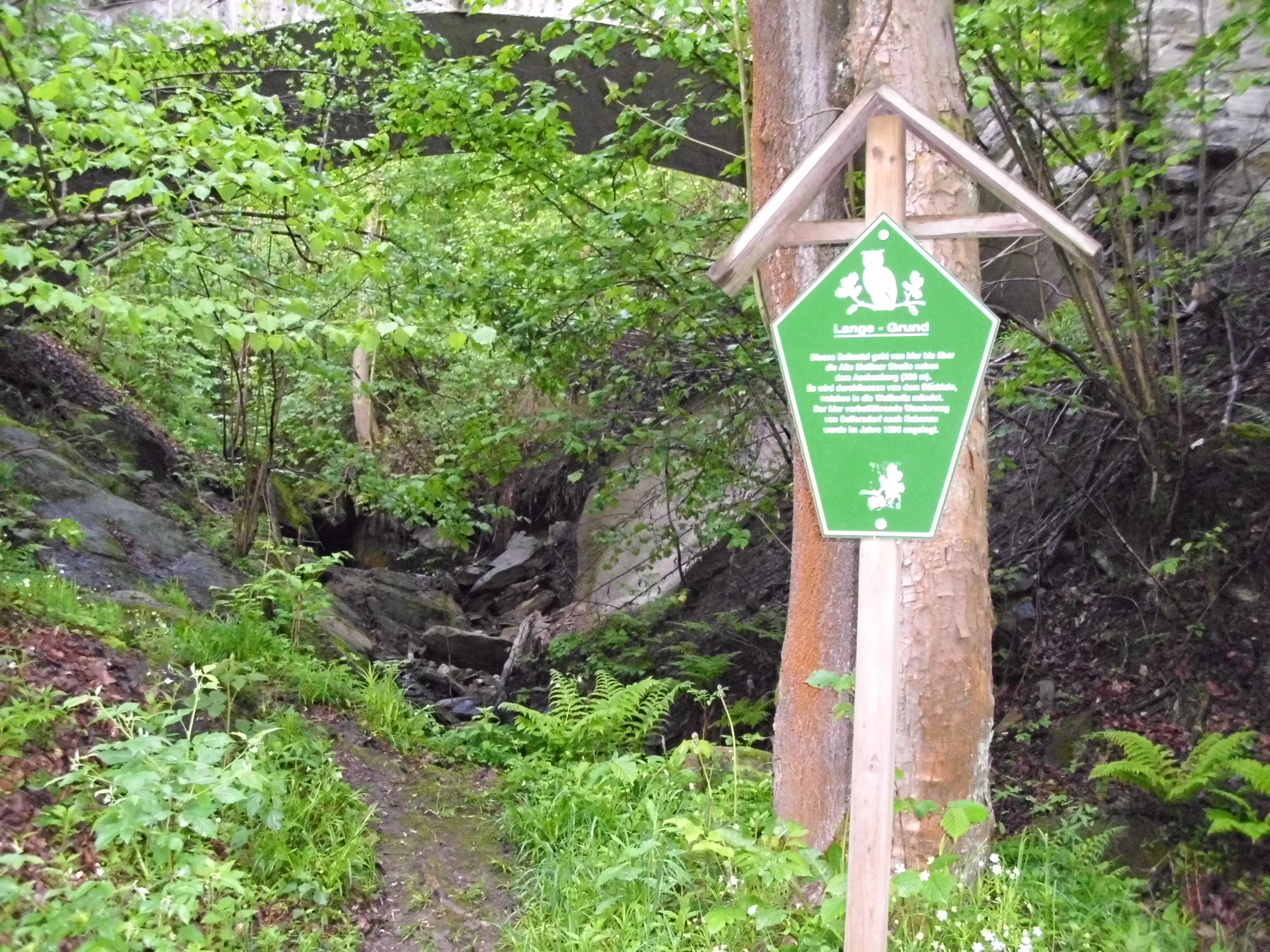
Lange-Grund an der Mündung in die Rote Weißeritz

Der Lange-Grund (auch: Langer Grund) ist ein Seitental der Roten Weißeritz bei Dippoldiswalde im Landkreis Sächsische Schweiz-Osterzgebirge. Im unteren Abschnitt ist er ein Kerbtal, das seit 1974 als Teil des Landschaftsschutzgebietes Tal der Roten Weißeritz ausgewiesen ist.

## Lage

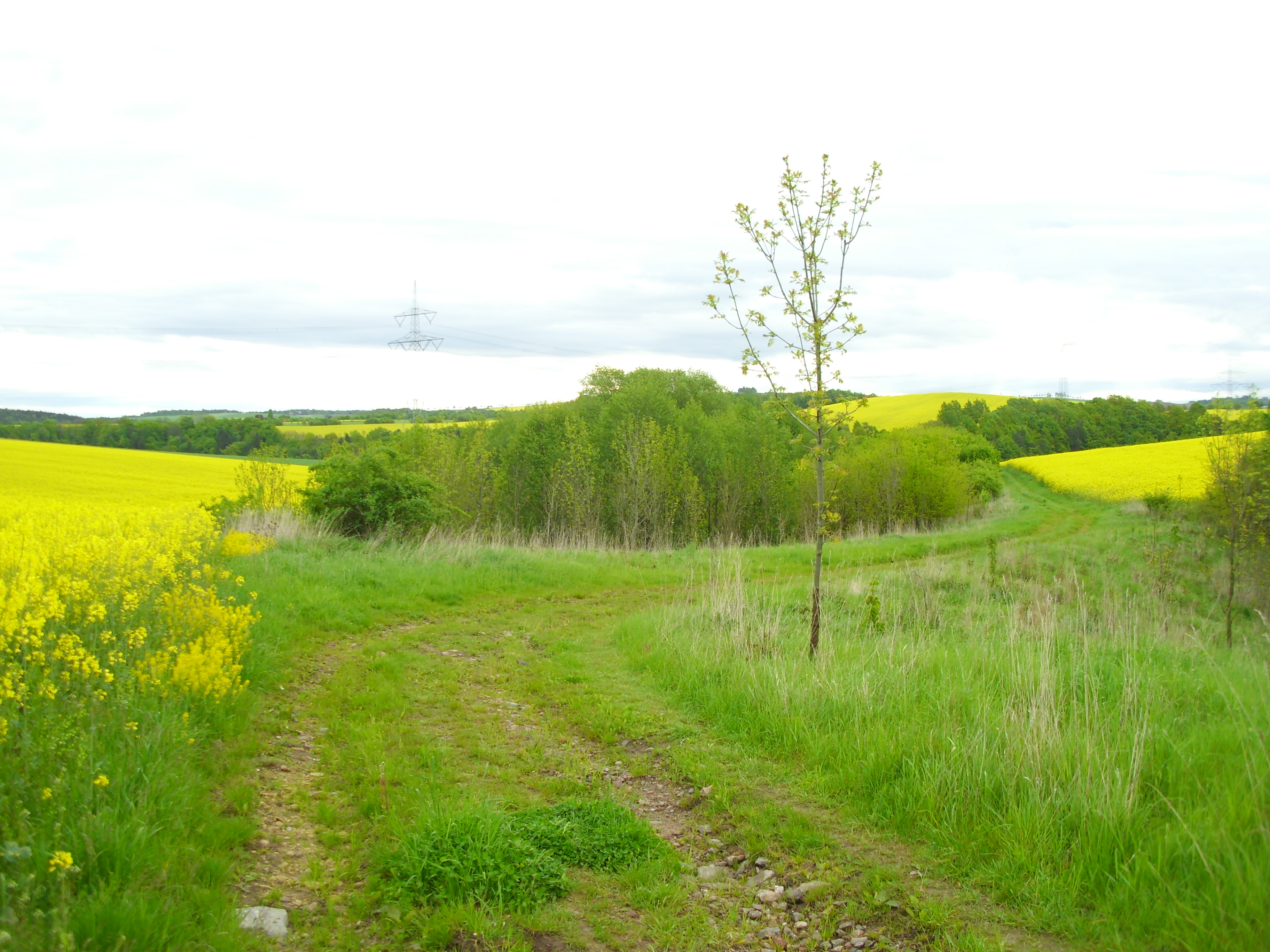
Lange-Grund im oberen Teil

Als Lange-Grund wird das Seitental der Roten Weißeritz zwischen Spechtritz (Stadt Rabenau) und Seifersdorf (Stadt Dippoldiswalde) bezeichnet, welches unterhalb des Aschenbergs (380 Meter) beginnt und in den Seifersdorfer Grund (Talabeschnitt der Roten Weißeritz) an einer (1910 erbauten) Bahnbrücke übergeht. Im oberen Teil durchquert die Alte Meißner Straße und ein Feldweg den Grund. Er liegt zum größten Teil in der Gemarkung von Seifersdorf.

## Geschichte
An der Alten Meißner Straße im oberen Abschnitt steht eine im Siebenjährigen Krieg um 1763 gepflanzte Friedenslinde, die einen ca. 6 Meter starken Stammdurchmesser aufweist und schon mehrmals vom Blitz getroffen wurde. Nicht weit von dieser liegt der letzte von mehreren ehemaligen Teichen, der vom Wasser des Langegrundbach gespeist wird. Im unteren Abschnitt verlief der Spechtritzer Leichenweg (Alte Spechtritzer Straße) hindurch. 
2002 wurde der größte Teil des Grundes aufgeforstet, nachdem er bis dahin ein Wiesental war. Der Aschenberg (Mittelhochdeutsch Eschenberg) ist eine Feldinsel, auf der früher Eschen, heute Wildkirschen stehen. Im Jahre 1785 wird der Lange Grund auf Blatt 281 des Berliner Exemplars der sächsischen Meilenblätter bezeichnet.

## Langegrundbach

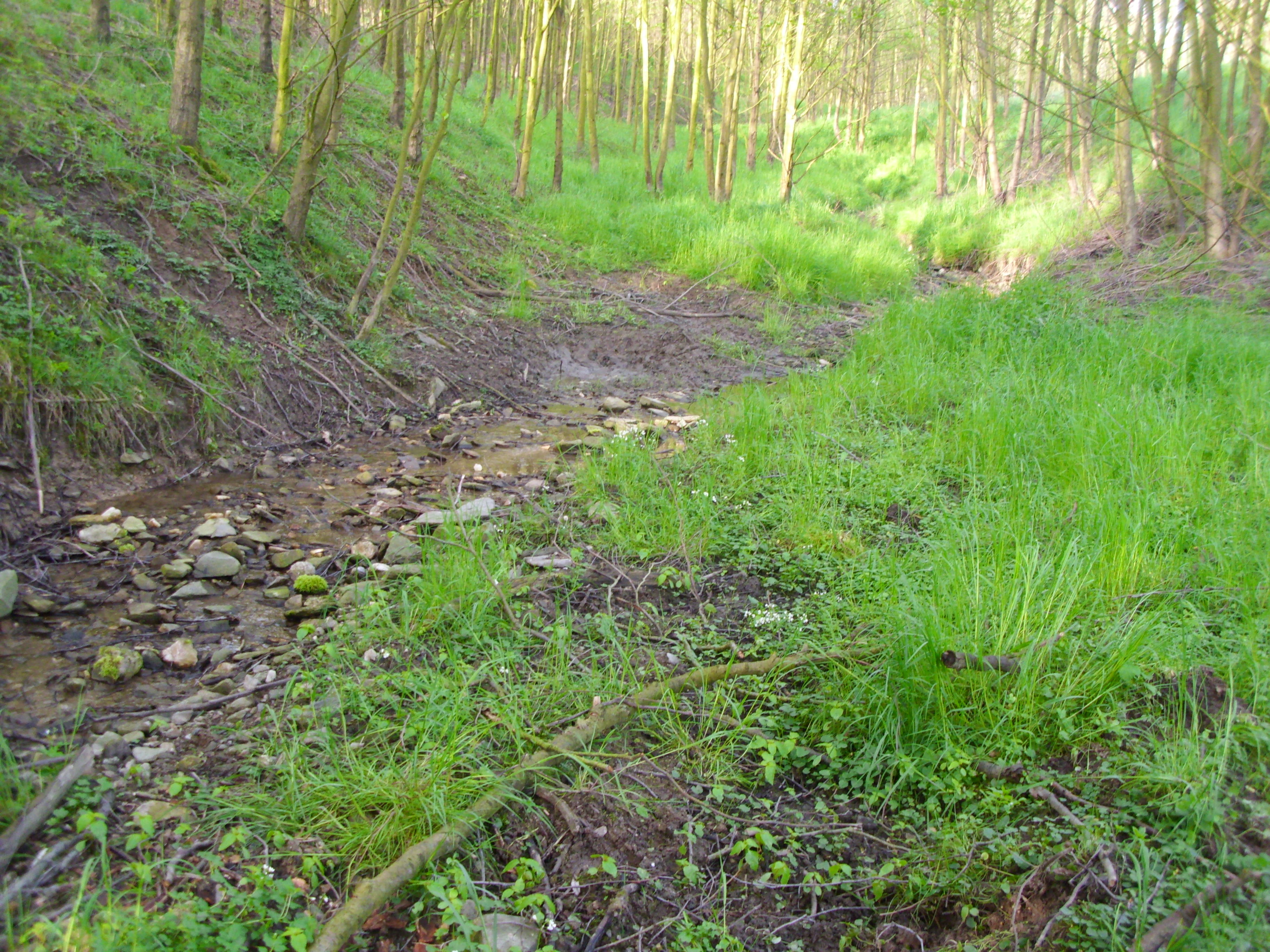
Langegrundbach

Der gleichnamige Bach des Grundes entwässert diesen, bis auf den verrohrten oberen, zum Acker umgewandelten, Teil. Bei der Mündung in die Rote Weißeritz bestanden bis zum Elbhochwasser 2002 die Fundamente einer 1882 errichteten Stahlträgerbrücke der alten Bahntrasse der Weißeritztalbahn. Zudem bildet der Bach auf einem Teilstück die Gemarkungsgrenze zwischen Seifersdorf und Spechtritz.

## Geologie
Der Grund besteht vorwiegend aus Gneisgestein, neben welchem auch weißer Quarzit vorzufinden ist.

## Landschaftsschutz
Am 4. Juli 1974 wurde der untere Abschnitt als Teil des Landschaftsschutzgebietes „Tal der Roten Weißeritz“ unter Schutz gestellt.